# District de Dinghai
Pour les articles homonymes, voir Dinghai (homonymie).
Le district de Dinghai (定海区 ; pinyin : Dìnghǎi Qū) est une subdivision administrative de la province du Zhejiang en Chine. Il est placé sous la juridiction de la ville-préfecture de Zhoushan.